# Zmarli w sierpniu 2021

## Sierpień 2021
- 31 sierpnia
  - Tamiłła Agamirowa – rosyjska aktorka[1]
  - Vasile Belous – mołdawski bokser[2]
  - Sebastiano Dho – włoski duchowny rzymskokatolicki, w latach 1993-2010 biskup Alba Pompeia[3]
  - Robert Grzybek – polski działacz piłkarski, kawaler orderów[4]
  - Anatolij Kawkajew – rosyjski zapaśnik[5]
  - Roman Malinowski – polski polityk i działacz ruchu ludowego, wicepremier (1980–1985), minister (1980) i poseł w okresie PRL oraz marszałek Sejmu (1985–1989), prezes ZSL (1981-1989)[6]
  - Francesco Morini – włoski piłkarz[7]
  - Kazimieras Motieka – litewski polityk[8]
  - Stanisław Muszyński – polski agronom, prof. dr hab.[9]
  - Ferhan Şensoy – turecki aktor[10]
- 30 sierpnia
  - José María Libório Camino Saracho – hiszpański duchowny katolicki posługujący w Brazylii, biskup Presidente Prudente w latach 2002–2008[11]
  - Andrzej Ceynowa – polski filolog angielski, literaturoznawca, rektor Uniwersytetu Gdańskiego w latach 2002–2008[12]
  - Bjarne Fiskum – norweski skrzypek, dyrygent, kompozytor i pedagog[13]
  - Marcel Henry – francuski polityk[14]
  - Sławomir Odorowicz – polski hokeista[15][16]
  - Brian Packer – brytyjski bokser, olimpijczyk[17]
  - Bronisław Stępień – polski działacz studencki, kawaler orderów[18][19]
- 29 sierpnia
  - Edward Asner – amerykański aktor[20]
  - Zenon Benicki – polski działacz opozycji w okresie PRL[21]
  - Kolë Berisha – kosowski polityk, przewodniczący Zgromadzenia Kosowa[22]
  - Ron Bushy – amerykański perkusista, członek zespołu Iron Butterfly[23]
  - Artur Dilanian – rosyjski aktor[24]
  - Sherif Mejdani – albański piosenkarz[25]
  - Lee Perry – jamajski producent muzyczny, kompozytor, dubmaster, autor tekstów[26]
  - Jurij Pudyszew – radziecki piłkarz[27]
  - Jacques Rogge – belgijski sportowiec (żeglarz i rugbysta), lekarz, przewodniczący MKOl w latach 2001–2013[28]
  - Vladimir Stanojević – serbski piłkarz ręczny i trener[29]
  - Stanisław Szuder – polski menedżer, inżynier i urzędnik państwowy, w latach 1990–1993 podsekretarz stanu w Ministerstwie Łączności[30]
  - Mira Urbaniak – polska dziennikarka, pisarka i popularyzatorka żeglarstwa[31][32]
- 28 sierpnia
  - Francesc Burrull – hiszpański muzyk jazzowy i kompozytor[33]
  - Bulbul Chowdhury – bengalski piłkarz[34]
  - Giraldo González – kubański koszykarz[35]
  - Roman Gromadski – rosyjski aktor[36]
  - Jolanta Gutkowska – polska aktorka-larkarka[37][38][39]
  - Nikołaj Karaczarskow – rosyjski malarz[40]
  - Matthew Mindler – amerykański aktor dziecięcy[41][42]
  - Andrzej Pepłoński – polski historyk[43]
  - Jin Renqing – chiński polityk, minister finansów w latach 2003-2007[44]
  - Krystyna Sołhaj-Janczykowska – polska architektka, prof. dr hab. inż. arch.[45]
  - Jean-Paul Waterloos – francuski działacz kolarski, twórca wyścigu Tour du Finistère[46]
  - Teresa Żylis-Gara – polska śpiewaczka operowa (sopran)[47]
- 27 sierpnia
  - Stjepan Babić – chorwacki językoznawca[48]
  - Jan Borkowski – polski dziennikarz muzyczny, producent nagrań i koncertów radiowych[49]
  - Edmond H. Fischer – amerykański biochemik, laureat Nagrody Nobla (1992)[50]
  - Peter McNamee – szkocki piłkarz[51]
  - Noushad – indyjski mistrz kuchni i producent filmowy, osobowość telewizyjna[52]
  - Fanas Salimow – kazachski piłkarz[53]
  - Akis Tsochatzopoulos – grecki polityk[54]
  - Johnny Williamson – angielski piłkarz[55]
- 26 sierpnia
  - Franciszek Gąsior – polski piłkarz ręczny, olimpijczyk (1972)[56]
  - Marco Hausiku – namibijski polityk, wicepremier i minister spraw zagranicznych (2004-2010)[57]
  - Jerzy Malinowski – polski malarz, rysownik i projektant[58][59][60][61]
  - Andrzej Marchewka – polski trębacz jazzowy, członek zespołu Beale Street Band[62][63]
  - Victor Olaotan – nigeryjski aktor[64]
  - Taffy Owen – walijski żużlowiec[65]
  - Aleś Razanau – białoruski poeta[66]
  - Władimir Szadrin – rosyjski hokeista i trener[67]
  - Dorota Wolska – polska kulturoznawczyni, dr hab.[68]
- 25 sierpnia
  - Mohsin Ahmad al-Aini – jemeński polityk, premier Jemeńskiej Republiki Arabskiej (1967, 1969, 1970–1971, 1971–1972, 1974–1975)[69]
  - Gerry Ashmore – brytyjski kierowca wyścigowy[70]
  - Gunilla Bergström – szwedzka pisarka, ilustratorka i dziennikarka[71]
  - January Bień – polski inżynier, specjalista inżynierii środowiska, prof. dr hab., rektor Politechniki Częstochowskiej, senator V kadencji[72]
  - Metin Çekmez – turecki aktor[73]
  - Mario Guilloti – argentyński bokser[74]
  - Milan Gutović – serbski aktor[75]
  - Ileana Gyulai-Drîmbă – rumuńska florecistka[76]
  - Said al-Harumi – izraelski polityk[77]
  - Robin Miller – amerykański dziennikarz i kierowca rajdowy[78]
  - Józef Półturzycki – polski pedagog, prof. dr hab.[79]
  - Dawid Słowakiewicz – polski hokeista[80]
  - José Vila Abelló hiszpański menedżer, poseł do Parlamentu Europejskiego V kadencji (2004)[81]
- 24 sierpnia
  - Stanisław Betlejewski – polski laryngolog, prof. dr hab.[82]
  - Ryszard Domański – polski geograf ekonomista[83]
  - Hissène Habré – czadyjski polityk, dyktator, premier (1978–1979) oraz prezydent Czadu (1982–1990)[84]
  - Calogero Lo Giudice – włoski polityk i samorządowiec, eurodeputowany III kadencji[85]
  - Wilfried van Moer – belgijski piłkarz, trener[86]
  - Małgorzata Prażmowska – polska  aktorka[87]
  - Mangala Samaraweera – lankijski polityk, minister spraw zagranicznych (2005–2007, 2015–2017)[88]
  - Jan Suchý – czeski hokeista[89]
  - Charlie Watts – brytyjski perkusista, członek zespołu The Rolling Stones[90]
- 23 sierpnia
  - Elizabeth Blackadder – szkocka malarka[91]
  - Brick Bronsky – amerykański aktor, producent filmowy, kulturysta i zapaśnik[92]
  - Alina Dąbrowska – polska członkini ruchu oporu podczas II wojny światowej, więźniarka niemieckich obozów koncentracyjnych, bohaterka książki wspomnieniowej[93][94]
  - Michael Nader – amerykański aktor[95]
  - Jean-Luc Nancy – francuski filozof[96]
  - Rosita Quintana – argentyńsko-meksykańska aktorka i piosenkarka[97]
  - Edward Tryjarski – polski orientalista, prof. dr hab.[98]
  - José Yudica – argentyński piłkarz i trener[99]
- 22 sierpnia
  - Alberto Bica – urugwajski piłkarz[100]
  - Charles Burles – francuski śpiewak operowy, tenor[101]
  - Marilyn Eastman – amerykańska aktorka[102]
  - Micki Grant – amerykańska piosenkarka, kompozytorka i aktorka[103]
  - Jimmy Hayes – amerykański hokeista[104]
  - Gniewomir Herbst – polski zawodnik kickboxingu i Oyama Karate[105]
  - Jack Hirschman – amerykański poeta i działacz społeczny[106]
  - Leszek Postój – polski koszykarz, trener i działacz koszykarski, dziennikarz[107][108][109]
  - Edin Šaranović – bośniacki piłkarz[110]
  - Brian Travers – brytyjski saksofonista, członek zespołu UB40[111]
  - Eric Wagner – amerykański wokalista heavymetalowy, członek zespołu Trouble[112]
- 21 sierpnia
  - Czesław Cempel – polski przedstawiciel nauk technicznych, specjalizujący się w wibroakustyce, prof. dr hab.[113]
  - Chitra – indyjska aktorka[114]
  - Rudolf Edlinger – austriacki polityk, samorządowiec i działacz piłkarski, parlamentarzysta, w latach 1997–2000 minister finansów[115]
  - Don Everly – amerykański wokalista i gitarzysta, członek zespołu The Everly Brothers[116]
  - Maciej Gembicki – polski endokrynolog, prof. dr hab.[117]
  - Romualda Goszczyńska-Tudrej – polska działaczka w ramach konspiracji niepodległościowej podczas II wojny światowej, dama orderów[118]
  - Władimir Iwanow – radziecki bokser, olimpijczyk z 1972[119]
  - Karolina Kaczorowska – polska działaczka emigracyjna, w latach 1989–1990 pierwsza dama Polski jako żona prezydenta RP na uchodźstwie Ryszarda Kaczorowskiego[120]
  - Marie Kinsky von Wchinitz und Tettau – księżna Liechtensteinu[121]
  - Galina Orłowa – radziecka i białoruska aktorka[122]
  - Henryk Pisarek – polski filozof, prof. dr hab.[123]
  - Guy Sansaricq – amerykański duchowny katolicki, biskup pomocniczy Brooklynu (2006–2010)[124]
  - Andrzej Schinzel – polski matematyk, prof. dr hab.[125]
  - Luca Silvestrin – włoski koszykarz[126]
  - Wiesław Sułkowski – polski ortolaryngolog, prof. dr hab.[127][128][129][130]
  - Konstantinos Triandafyllopulos – grecki aktor[131]
- 20 sierpnia
  - Ian Carey – amerykański DJ i producent muzyczny[132]
  - Nino D'Agata – włoski aktor[133]
  - Tom T. Hall – amerykański muzyk i piosenkarz country[134]
  - Peter Ind – angielski kontrabasista jazzowy, producent muzyczny i inżynier dźwięku[135]
  - Rudolf Kołodziejczyk – polski ekonomista i nauczyciel, działacz społeczny związany z Górnym Śląskiem, propagator idei autonomii Śląska, współzałożyciel RAŚ[136][137][138][139]
  - Ryszard Matejewski – polski milicjant i działacz partyjny, generał brygady MO, wiceminister spraw wewnętrznych (1969–1971), zaieszany w aferę „Zalew”[140]
  - Roman Mazur – polski neurolog, prof. dr hab.[141][142][143]
  - Marek Pyc – polski duchowny rzymskokatolicki, profesor nauk teologicznych[144]
  - Gaia Servadio – włoska pisarka[145]
  - Elżbieta Traple – polska prawniczka, adwokat, profesor nauk prawnych[146]
  - Franciszek Wszołek – polski urzędnik państwowy, wiceminister górnictwa i energetyki, prezes klubów sportowych Zagłębie Sosnowiec i GKS Tychy[147][148]
- 19 sierpnia
  - Carlo Cataldo – włoski historyk i poeta[149]
  - Sonny Chiba – japoński aktor, mistrz wschodnich sztuk walki[150]
  - Chuck Close – amerykański malarz[151]
  - Tadeusz Denkowski – polski działacz powojennego podziemia antykomunistycznego w ramach organizacji „Kraj”, autor wspomnień[152][153]
  - Bill Freehan – amerykański baseballista[154]
  - Rod Gilbert – kanadyjski hokeista[155]
  - Anna Jarnuszkiewicz – polska malarka, rysowniczka, rzeźbiarka, scenografka[156]
  - Henryk Olszewski – polski historyk prawa, prof. zw. dr hab. czł. rzecz. PAN[157]
  - Jerzy Porębski – polski pieśniarz, wykonawca szant i autor piosenek o tematyce morskiej, animator ruchu szantowego w Polsce, członek zespołu Stare Dzwony[158][159]
  - Zbigniew Sawostjanik – polski kapitan żeglugi wielkiej jachtowej, wielokrotny medalista pełnomorskich mistrzostw Polski[160]
  - Alina Słapczyńska – polska reportażystka[161]
  - Tadeusz Smugała – polski działacz polonijny, prezes Macierzy Szkolnej w Republice Czeskiej, kawaler orderów[162]
  - Ewa Zasada – polska pilotka rajdowa[163][164]
- 18 sierpnia
  - Franz Josef Altenburg – austriacki rzeźbiarz[165]
  - Joseph Lee Galloway – amerykański dziennikarz, korespondent wojenny, publicysta[166]
  - Jill Murphy – brytyjska pisarka[167]
  - Didier Notheaux – francuski piłkarz i trener[168]
  - Michał Pietrzak – polski prawnik, specjalista w zakresie prawa wyznaniowego, prof. dr hab.[169]
  - Adam Podgórski – polski dziennikarz i pisarz[170]
  - Jewgienij Swiesznikow – rosyjski szachista i trener szachowy, arcymistrz od 1977 roku[171]
  - Tomiyama Taeko – japońska artystka wizualna[172]
- 17 sierpnia
  - Paulo António Alves – angolski piłkarz, reprezentant kraju[173]
  - Davor Erceg – chorwacki muzyk i wokalista[174]
  - Zofia Gładyszewska – polska aktorka dubbingowa[175]
  - Ágnes Hankiss – węgierska polityk, psycholog i pisarka, posłanka do Parlamentu Europejskiego VII kadencji[176]
  - Thierry Liagre – francuski aktor[177]
  - Basil Mramba – tanzański polityk, minister finansów (2001–2005)[178]
  - Ryszard Nadrowski – polski aktor i pedagog[179]
  - Janusz Poronin – polski bokser i sędzia bokserski[180][181]
  - Alfred  Szota – polski działacz kombatancki na Białorusi, uczestnik konspiracji w trakcie II wojny światowej, kawaler orderów[182][183]
  - Maurice Vandeweyer – belgijski pisarz i matematyk[184]
  - Adnan Abu Walid al-Sahrawi – saharyjski terrorysta islamski[185][186]
- 16 sierpnia
  - David Blaustein – argentyński reżyser i producent filmowy[187]
  - Rock Demers – kanadyjski producent filmowy[188]
  - Adam Halamski – polski socjolog, dr hab., dyplomata, ambasador RP w Danii i Portugalii[189]
  - Wołodymyr Hołubnyczy – ukraiński lekkoatleta, chodziarz, mistrz olimpijski (1960, 1968)[190]
  - Omrane Sadok – tunezyjski bokser[191]
  - Hiroshi Sakagami – japoński pisarz[192]
  - Wiktor Strogalszczikow – rosyjski pisarz i dziennikarz[193]
  - Marylinn Webb – nowozelandzka artystka[194]
  - Julian Ziarno – polski działacz sybiracki i kombatancki, autor wspomnień[195][196]
- 15 sierpnia
  - Abdelhamid Brahimi – algierski polityk, premier Algierii (1984–1988)[197]
  - Gianfranco D'Angelo – włoski aktor i komik[198]
  - Franciszek Iwańczak – polski lekarz, specjalista w zakresie gastroenterologii i pediatrii, prof. dr hab.[199][200][201]
  - Gerd Müller – niemiecki piłkarz, mistrz świata (1974)[202]
  - Jorgji Qirjako – albański historyk i tłumacz[203]
  - Rafael Romero – wenezuelski lekkoatleta, olimpijczyk[204]
  - Greg Rowlands – nowozelandzki rugbysta[205]
  - Władimir Sizow – rosyjski aktor[206]
  - Yasuhiro Wakabayashi – amerykański fotograf mody pochodzenia japońskiego[207][208]
  - Kazimierz Wójs – polski specjalista w zakresie mechaniki, budowy i eksploatacji maszyn, prof. dr hab. inż.[209]
- 14 sierpnia
  - Irena Bajerska – polska architekt krajobrazu, wykładowca akademicki[210]
  - Edward Bober – polski duchowny rzymskokatolicki, Honorowy Obywatel Bolesławca[211]
  - Roman Bronowicki – polski działacz powojennego podziemia antykomunistycznego, kawaler orderów[212]
  - Carlos Correia – gwinejski polityk, czterokrotny premier Gwinei-Bissau[213]
  - Piera Degli Esposti – włoska aktorka[214]
  - Jerry Fujio – japoński aktor i piosenkarz[215]
  - Virginia Moreno – filipińska pisarka[216]
  - Francis Mossman – nowozelandzki aktor[217]
  - R. Murray Schafer – kanadyjski kompozytor[218]
  - Elżbieta Piontek – polska pediatra i diabetolożka, prof. dr hab. n. med.[219][220]
  - Ante Rožić – chorwacki architekt i urbanista[221]
  - Hugh Wood – brytyjski kompozytor[222]
  - Wojbor A. Woyczyński – polski matematyk, pracujący w USA[223]
- 13 sierpnia
  - Andrzej Borodzik – polski chemik, instruktor harcerski w stopniu harcmistrza, przewodniczący ZHP (2005–2007), poseł na Sejm PRL IV i V kadencji[224]
  - Kazimierz Czapla – polski aktor[225][226]
  - Witold Daniec – polski aktor i choreograf[227]
  - Enzo Facciolo – włoski grafik i rysownik komiksów[228]
  - Ernest Gondzik – polski zapaśnik, olimpijczyk (1952, 1960)[229]
  - Henryk Hoser – polski duchowny rzymskokatolicki, pallotyn, lekarz, misjonarz, wizytator apostolski w Rwandzie w latach 1994–1996, arcybiskup ad personam od 2005[230]
  - Nanci Griffith – amerykańska piosenkarka, autorka piosenek i gitarzystka z nurtu muzyki folk i country[231]
  - Lech Marek Jakób – polski prozaik i poeta[232]
  - Leon Kopelman – izraelski weteran II wojny światowej pochodzenia polsko-żydowskiego, uczestnik powstania w getcie warszawskim i powstania warszawskiego[233]
  - Marek Minda – polski lekarz, chirurg, senator III kadencji[234]
  - Carmen Morales – argentyńska aktorka[235]
  - Rhys Morgan – walijski rugbysta[236]
  - Eugeniusz Ruśkowski – polski prawnik, prof. dr hab.[237]
  - Sheham Siddik – lankijski rugbysta[238]
  - Gino Strada – włoski chirurg, założyciel organizacji pozarządowej Emergency[239]
  - Pil Trafa – argentyński muzyk i kompozytor[240]
- 12 sierpnia
  - Franck Berrier – francuski piłkarz[241]
  - Kurt Biedenkopf – niemiecki polityk, w latach 1990–2002 premier kraju związkowego Saksonia[242]
  - Durdana Butt – pakistańska aktorka[243]
  - Emilio Flores Márquez – portorykański superstulatek, najstarszy żyjący mężczyzna na świecie[244]
  - Barbara Kowal-Gierczak – polska specjalistka w zakresie angiologii i chorób wewnętrznych[245]
  - Julian Eugeniusz Kulski – polski architekt, uczestnik powstania warszawskiego[246]
  - Tarcísio Meira – brazylijski aktor[247]
  - Alfonso Sepúlveda – chilijski piłkarz[248]
  - Una Stubbs – angielska aktorka[249]
  - Igael Tumarkin – izraelski malarz i rzeźbiarz[250]
  - Piotr Pimaszkow – rosyjski polityk[251]
  - Andrzej Salnikow – polski poeta, dziennikarz, filozof, animator i menedżer kultury[252]
  - Matthias U Shwe – birmański duchowny katolicki, arcybiskup[253]
- 11 sierpnia
  - Sabina Ajrula-Tozija – macedońsko-turecka aktorka[254]
  - Geneviève Asse – francuska malarka[255]
  - Giulio Berutti – włoski duchowny rzymskokatolicki, misjonarz w Bangladeszu, twórca Credit Unions[256]
  - Remzi Bulku – albański piłkarz[257]
  - Peter Fleischmann – niemiecki reżyser filmowy[258]
  - Gianluigi Gelmetti – włoski dyrygent i kompozytor[259]
  - Dick Huddart – angielski rugbysta, reprezentant kraju[260]
  - Lamin Jobe – gambijski polityk i dyplomata, minister handlu (2019-2020)[261]
  - Paulo José – brazylijski aktor[262]
  - Mikołaj Kiełbaszewski – polski duchowny prawosławny, ksiądz mitrat, kawaler Orderu św. Marii Magdaleny[263]
  - Michel Laclotte – francuski historyk sztuki[264]
  - Andrzej Langner – polski dermatolog, prof. dr hab. n. med.[265]
  - Kinga Rosińska – polska śpiewaczka operowa (mezzosopranistka)[266][267]
  - Stefan Skielnik – polski żołnierz w czasie II wojny światowej, działacz polonijny i kombatancki w USA, kawaler orderów[268][269][270]
- 10 sierpnia
  - Ernest Banach – polski piłkarz młodzieżowy, który zginął niosąc pomoc żeglarzom porażonym przez prąd i pośmiertnie został uhonorowany za odwagę[271][272][273][274]
  - Władysław Byrtek – polski skrzypek i śpiewak ludowy[275]
  - Andrzej Durka – polski polityk i samorządowiec, wicemarszałek województwa i wicewojewoda zachodniopomorski[276]
  - Tony Esposito – kanadyjski hokeista[277]
  - Petr Esterka – czeski duchowny katolicki, biskup[278]
  - Tamara Jozi – południowoafrykańska aktorka[279]
  - Maki Kaji – japoński przedsiębiorca, prezes firmy Nikoli, popularyzator sudoku[280]
  - Barbara Kruczkowska – polska działaczka kombatancka, dama orderów[281]
  - Eduardo Martínez Somalo – hiszpański duchowny rzymskokatolicki, kardynał, kamerling Świętego Kościoła Rzymskiego (1993–2007)[282]
  - Mirjana Stefanović – serbska pisarka[283]
  - Manuel Mireles Vaquera – meksykański duchowny katolicki, biskup[284]
- 9 sierpnia
  - Lester Bird – antiguański lekkoatleta, skoczek w dal, polityk, premier Antigui i Barbudy (1994–2004)[285]
  - Ewa Bobrowska – polski socjolog, dr hab.[286]
  - Cameron Burrell – amerykański lekkoatleta[287]
  - Michał Cinkusz – polski popularyzator narciarstwa, autor poradników[288]
  - Alex Cord – amerykański aktor[289]
  - Patricia Hitchcock – angielska aktorka, producentka filmowa[290]
  - František Hrúzik – czechosłowacki jeździec, olimpijczyk[291]
  - Ryszard Jarzembowski – polski polityk, dziennikarz, senator II, III, IV i V Kadencji (1993-2005), w latach 2001-2005 wicemarszałek Senatu V Kadencji[292]
  - Siergiej Kowalow – rosyjski naukowiec, działacz praw człowieka i polityk[293]
  - Jerzy Krzyżanowski – polski inżynier, profesor nauk technicznych, nauczyciel akademicki i działacz samorządowy[294]
  - Wiktor Lichonosow – rosyjski pisarz[295]
  - Olivia Podmore – nowozelandzka kolarka[296]
  - Phil Rising – angielski dziennikarz żużlowy, redaktor naczelny Speedway Star[297]
  - Siti Sarah – malezyjska piosenkarka[298][299][300]
  - Saranya Sasi – indyjska aktorka[301]
  - Ken Zuraida – indonezyjska aktorka i reżyserka[302]
  - Tatjana Żukowa-Kirtbaja – rosyjska aktorka[303]
- 8 sierpnia
  - Mira Bielecka – polska dziennikarka[304]
  - Bobby Bowden – amerykański futbolista i trener[305]
  - Najma Chowdhury – bengalska nauczycielka akademicka i działaczka na rzecz praw kobiet[306]
  - Bill Davis – kanadyjski polityk, premier prowincji Ontario (1971–1985)[307]
  - Jaan Kaplinski – estoński poeta, krytyk literacki, filozof[308]
  - Stefan Kapłaniak – polski kajakarz, medalista olimpijski z Rzymu i dwukrotny mistrz świata z roku 1958[309]
  - John Meadows – amerykański kulturysta i zawodnik trójboju siłowego, trener[310]
  - Hipólito Reyes Larios – meksykański duchowny katolicki, biskup Orizaby (2000–2007), arcybiskup Jalapy (2007–2021)[311]
  - Aleksandr Rojtburd – ukraiński artysta awangardowy[312]
  - Cesare Salvadori – włoski szermierz, szablista, mistrz olimpijski (1972)[313]
  - Pierre Sprey – amerykański inżynier aeronautyki, statystyk, analityk cywilny, ekspert obrony, menadżer muzyczny[314]
  - Milutin Sretenović – bośniacki piosenkarz[315]
- 7 sierpnia
  - Julio César Anderson – gwatemalski piłkarz[316]
  - Alireza Azizi – irański piłkarz[317]
  - María Isabel Martínez – meksykańska aktorka[318]
  - Jakub Dąbrowski – polski architekt[319]
  - Andrzej Kazimierz Lipski – polski architekt[320]
  - José Gómez del Moral – hiszpański kolarz szosowy[321]
  - Alfredo Petit Vergel – kubański duchowny katolicki, biskup pomocniczy Hawany (1992–2016)[322]
  - Tadeusz Popiołek – polski zapaśnik i trener zapasów[323][324]
  - Markie Post – amerykańska aktorka[325]
  - Amando Samo – mikronezyjski duchowny katolicki, biskup Karolinów (1995–2020)[326]
  - Dennis Thomas – amerykański saksofonista[327]
  - Danuta Thomas-Jaworska – polska artystka tkaczka[328]
  - Jane Withers – amerykańska aktorka[329]
  - Włodzimierz Zawadzki – polski fizyk, poeta i prozaik, prof. dr hab.[330]
- 6 sierpnia
  - Wojciech Ambroziak – polski biolog, prof. dr hab.[331][332]
  - Stefano di Marino – włoski pisarz[333]
  - Christian Dumont – francuski biathlonista[334]
  - Salvador Escrihuela – hiszpański piłkarz[335]
  - Tetsuo Kanno – japoński neurochirurg, założyciela i prezesa Azjatyckiego Kongresu Neurochirurgów[336]
  - Richard Konvička – czeski malarz[337]
  - Njazi Lleshi – albański koszykarz i trener[338]
  - Józef Madanowski – polski akordeonista i pedagog muzyczny[339]
  - Trevor Moore – amerykański komik[340]
  - Swietłana Musajewa – rosyjska śpiewaczka operowa (sopran)[341]
  - Marian Rajczyk – polski autor publikacji z zakresu bankowości[342][343]
  - Jakob Skarstein – norweski dziennikarz, stulatek[344]
  - Jurij Trutniew – rosyjski fizyk, specjalista w zakresie broni jądrowej[345]
- 5 sierpnia
  - Zbigniew Batorski – polski operator telewizyjny, kawaler orderów[346][347]
  - Bronisława Chmielowska – polska śpiewaczka ludowa[348]
  - Terry Davies – walijski rugbysta, reprezentant kraju[349]
  - Reg Gorman – australijski aktor[350]
  - Gabriel Gutiérrez Mojica – meksykański aktor i reżyser[351]
  - Feliks Korban – polski muzyk ludowy, akordeonista, kierownik zespołów folklorystycznych[352][353][354]
  - Galina Korotkiewicz – rosyjska aktorka[355]
  - Jewhen Marczuk – ukraiński generał, polityk, premier Ukrainy (1995–1996)[356]
  - Andrei Strâmbeanu – mołdawski pisarz i dramaturg[357]
  - Richard Trumka – amerykański działacz związkowy, przewodniczący AFL-CIO (2009–2021), nominat na stanowisko komisarza U.S. Consumer Product Safety Commission[358]
- 4 sierpnia
  - Aleksandr Arawin – rosyjski reżyser filmowy[359]
  - Zelá Brambillé – meksykańska pisarka[360]
  - Karl Heinz Bohrer – niemiecki literaturoznawca, krytyk literacki, myśliciel, publicysta[361]
  - Bogusława Czosnowska – polska aktorka[362]
  - Martin Graff – francuski pisarz i filmowiec[363]
  - Paul Johnson – amerykański producent i DJ muzyki house[364][365]
  - Leszek Klank – polski ekonomista, prof. dr hab.[366]
  - Åke Lundqvist – szwedzki aktor[367]
  - Graham McRae – nowozelandzki kierowca wyścigowy[368]
  - Padma Sachdev – indyjska poetka i pisarka[369]
- 3 sierpnia
  - Tadeusz Baljon – polski kierownik produkcji filmowej[370]
  - Đỗ Quang Em – wietnamski malarz[371]
  - Noel Guzmán – kubański malarz i pisarz[372]
  - Kelli Hand – amerykańska DJ, pionierka muzyki techno oraz elektronicznej[373][374]
  - Arthur Dion Hanna – bahamski polityk, minister, gubernator generalny Bahamów (2006–2010)[375]
  - Jergé Hoefdraad – holenderski piłkarz[376]
  - Leonid Kishkovsky – amerykański duchowny prawosławny pochodzenia rosyjskiego[377]
  - Jacek Kondracki – polski adwokat[378][379]
  - Miroslav Lazanski – serbski dziennikarz, polityk i dyplomata, ambasador Serbii w Rosji[380]
  - Juraj Martinović – bośniacki literaturoznawca i polityk, mer Sarajewa (1989—1990)[381]
  - Antonio Pennacchi(inne języki) – włoski pisarz[382]
  - Jerzy Pruchnicki – polski hydrolog, meteorolog i polarnik[383][384]
  - Janusz Smólski – polski architekt i konserwator zabytków[385][386]
  - Witalij Szyszow – białoruski działacz na rzecz praw człowieka[387]
  - Soerjadi Soedirdja – indonezyjski polityk, gubernator Dżakarty[388]
- 2 sierpnia
  - Lilia Aragón – meksykańska aktorka i polityk[389]
  - Emilio Bianchi di Cárcano – argentyński duchowny katolicki, biskup Azul (1982–2006)[390]
  - Ged Dunn – angielski rugbysta[391]
  - Oleg Flangolc – rosyjski reżyser i operator filmowy[392]
  - Ruth Horam – izraelska malarka i rzeźbiarka[393]
  - Ursula Kraus – niemiecka polityk, burmistrz Wuppertalu (1984–1996)[394]
  - Elias John Kwandikwa – tanzański polityk, minister obrony (2020–2021)[395]
  - Elżbieta Ołdak – polska lekarka, prof. dr hab.[396]
  - Milan Stehlík – czeski aktor[397]
  - Antonio de la Torre – meksykański piłkarz[398]
- 1 sierpnia
  - Zdzisław Badio – polski społecznik, więzień niemieckich obozów koncentracyjnych w czasie II wojny światowej, kawaler orderów[399][400]
  - Eligiusz Grabowski – polski kolarz szosowy i przełajowy, mistrz i reprezentant Polski[401][402]
  - Guy Herbulot – francuski duchowny katolicki, biskup Évry-Corbeil-Essonnes (1978–2000)[403]
  - Kyaw Hla Aung – birmański prawnik i obrońca praw człowieka, laureat Aurora Prize for Awakening Humanity[404]
  - Romana Izmaiłow – polski biolog, botanik, specjalistka w zakresie cytologii i embriologii roślin, prof. dr hab.[405]
  - Kazimierz Kowalski – polski śpiewak operowy i popularyzator opery[406][407], a wcześniej również wokalista bigbitowy oraz członek zespołu Dziwne Rzeczy[408]
  - Wiesław Kulikowski – polski poeta[409][410][411]
  - Jolanta Kurnik – polska działaczka opozycji demokratycznej w okresie PRL, dama orderów[412]
  - Miše Martinović – chorwacki aktor[413]
  - Sławomir Nowak – polski zawodnik i trener lekkoatletyki[414]
  - Gino Renni – argentyński aktor[415]
  - Maria Straszewska – polska historyczka literatury, prof. dr hab., uczestniczka powstania warszawskiego[416]

- data dzienna nieznana
  - Adnan Abu Walid al-Sahrawi – saharyjski terrorysta, przywódca Państwa Islamskiego w rejonie Sahary[417]
  - Kyle Anderson – australijski darter[418]
  - Mariusz Bieniek – polski samorządowiec, burmistrz Wyszogrodu (2010–2014), starosta płocki (2014–2021)[419]
  - Alena Hatvani – czeska kulturystka[420]
  - Zofia Krasoń – polska  malarka, projektantka tkanin, gobelinów i grafik[421][422]
  - Matt Mendenhall – amerykański kulturysta[423]
  - Zbigniew Najmoła – polski reżyser teatralny[424]
  - Marek Napierała – polski specjalista w zakresie nauk o kulturze fizycznej, dr hab.[425]
  - Stefan Stefański – polski działacz państwowy i menedżer, wiceprezydent Torunia, wicewojewoda toruński (1975–1984)[426]
  - Barbara Trojanowska – polska skrzypaczka[427]